# Expreso 12 (Metropolitano)
El servicio Expreso 12 es uno de los 15 expresos que forma parte del Metropolitano de Lima; se lo puede reconocer por el color marrón y el logo de un "EX12" en los buses troncales.
Fue anunciada a principios de diciembre y puesta en operación el 18 de diciembre del 2023 junto con varios cambios existentes por la puesta en servicio de parte de la nueva ampliación Norte. Brinda servicio en las horas punta de la mañana partiendo desde la estación Central hasta la estación Benavides solo de norte a sur.

## Horarios
| Horario de operación | Horario de operación | Horario de operación |
| EXPRESO              | Hacia el Sur         | Hacia el Norte       |
| -------------------- | -------------------- | -------------------- |
| Lunes a viernes      | 05:45 a 10:00        | Sin servicio         |
| Sábados              | Sin servicio         | Sin servicio         |
| Domingos y feriados  | Sin servicio         | Sin servicio         |

## Estaciones
A continuación, todas las estaciones del Expreso 12, en algunas estaciones se pueden interconectar con diferentes servicios o expresos para una movilización de norte a sur o viceversa más rápida.
| \| N.º \| Estación \| Común con: \| \| --- \| --------------------------------- \| ---------- \| \| 1 \| Estación Central (Embarque 9 sur) \| \| \| 2 \| Estadio Nacional \| \| \| 3 \| Canadá \| \| \| 4 \| Javier Prado \| \| \| 5 \| Canaval y Moreyra / Andrés Reyes \| \| \| 6 \| Angamos \| \| \| 7 \| Benavides (Embarque 1 sur) \| \| |                                   | |
| N.º | Estación                          | Común con: |
| 1 | Estación Central (Embarque 9 sur) | Regular A · Regular C · Regular D · Expreso 1 · Expreso 5 · Expreso 6 · Expreso 7 · Expreso 10 · Expreso 11 · Expreso 13 · Super Expreso Norte |
| 2 | Estadio Nacional                  | Regular C · Expreso 1 |
| 3 | Canadá                            | Regular C · Expreso 2 · Expreso 5 · Expreso 9                                                                                                  |
| 4 | Javier Prado                      | Regular C · Expreso 1 · Expreso 2 · Expreso 5 · Expreso 6 · Expreso 7                                                                          |
| 5 | Canaval y Moreyra / Andrés Reyes  | Regular C · Expreso 1 · Expreso 5 · Expreso 6 · Expreso 7 · Expreso 9 · Super Expreso                                                          |
| 6 | Angamos                           | Regular C · Super Expreso |
| 7 | Benavides (Embarque 1 sur)        | Regular C · Expreso 6 · Expreso 9 · Super Expreso                                                                                              |

## Lugares recurrentes en los distritos de la trayectoria
Centro de Lima
- Real Plaza Centro Cívico (Conexión directa con la Estación Central)
- (Arriba de la Estación Central) Palacio de Justicia de la República del Perú, Paseo de los Héroes Navales
- (Arriba de la Estación Central) Sheraton Lima Historic Center (Hotel Sheraton) Av. Paseo de la República 170
- Estadio Nacional: C. José Díaz s/n
- Centro comercial Polvos Azules: Av. P. de la República 400

La Victoria
- Sede Requisitorias (PNP): Av. Canadá 100
- Edificio Interbank: Av. Carlos Villarán 197
- Ajinomoto del Perú S.A.: Av. P. de la República 2455

San Isidro
- The Westin Lima Hotel & Convention Center: Calle Las Begonias 450
- Hipermercado Tottus: Calle Las Begonias 785
- Falabella San Isidro:Av. P. de la República 3220
- Ripley San Isidro:Calle Las Begonias 545
- Plaza Vea San Isidro: Av. P. de la República 3440
- Edificio Entel: Av. P. de la República 3490
- Secretaría General de la Comunidad Andina: Av. P. de la República 3895

Surquillo
- Mercado Nº 1 de Surquillo, Av. P.º de la República 5447

Miraflores
- Centro Comercial Inka Plaza: Av. Arequipa 5031
- Parque Reducto N°2: Calle Ramón Ribeyro 490